# Humphrey Tonkin

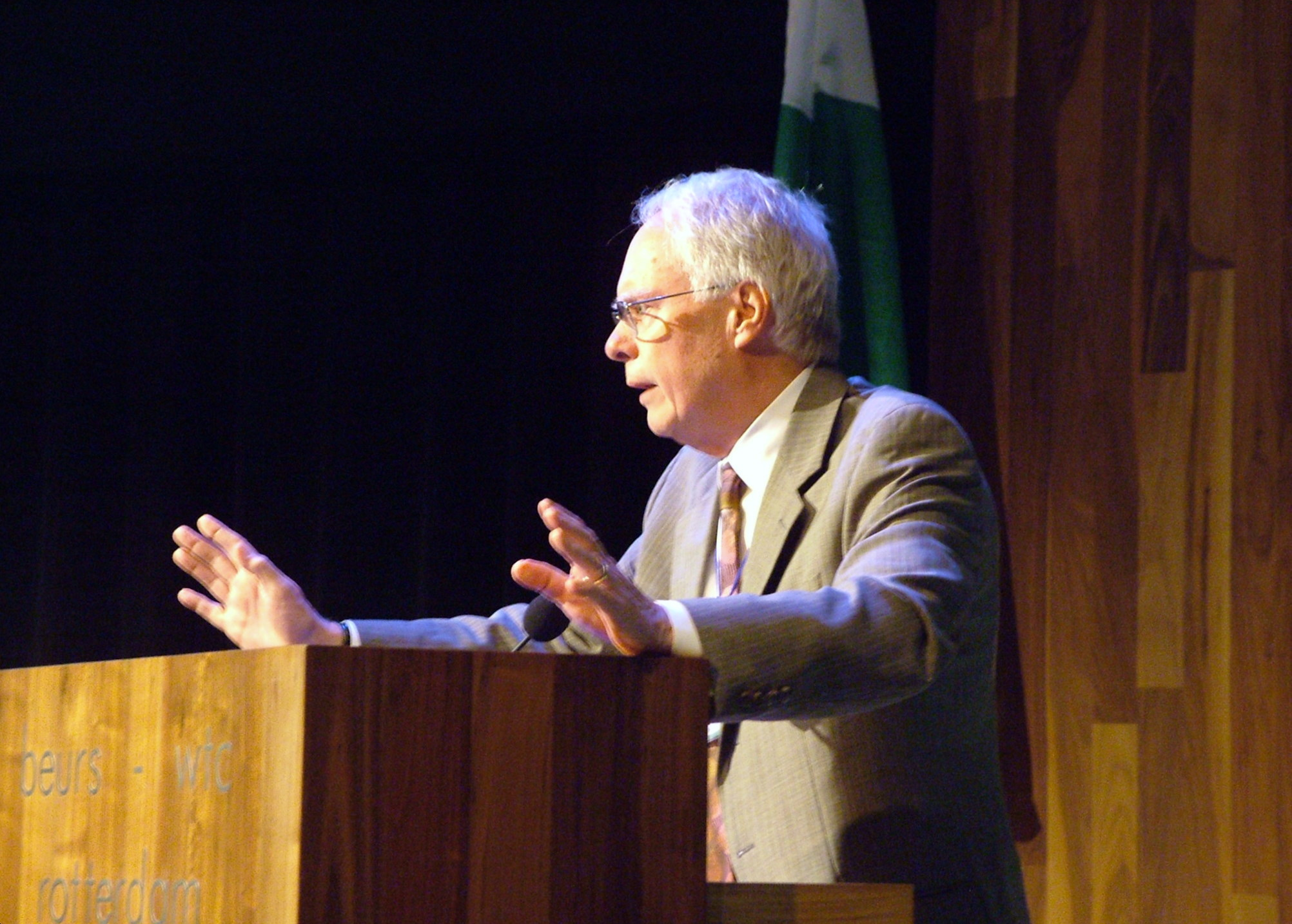
Humphrey Tonkin auf dem Esperanto-Weltkongress 2008 in Rotterdam

Humphrey Richard Tonkin (* 2. Dezember 1939 in Truro, Großbritannien) ist Professor für englische Sprache und Literatur, spezialisiert auf die Zeit der Renaissance und Edmund Spenser, ferner auf Sprachgebrauch und internationale Sprachen. Tonkin ist Staatsbürger Großbritanniens und der USA. 
In Cambridge wurde er diplomiert, in Harvard promoviert. 1974 erhielt er den Lindback Award für ausgezeichnetes Unterrichten. Er war unter anderem Präsident des Potsdam College der State University of New York und der University of Hartford in Hartford, Connecticut. Nun lehrt er über Shakespeare und die Entwicklung des Theaters. Tonkin ist einer der Herausgeber der Zeitschrift Language Problems and Language Planning.
Als Jugendlicher hat Tonkin Esperanto erlernt. 1963 gründete er die heute noch bestehende Jugendzeitschrift Kontakto und von 1969 bis 1971 war er Vorsitzender des Weltbundes Junger Esperantisten. Von 1974 bis 1980 und von 1986 bis 1989 war Tonkin Vorsitzender des Esperanto-Weltbundes (Universala Esperanto-Asocio). Tonkin hat zahlreiche Artikel in und über Esperanto verfasst und auch Shakespeare-Dramen übersetzt.